# Stagnicola pilsbryi
Stagnicola pilsbryi är en snäckart som först beskrevs av Hemphill 1890.  Stagnicola pilsbryi ingår i släktet Stagnicola och familjen dammsnäckor. IUCN kategoriserar arten globalt som utdöd. Inga underarter finns listade i Catalogue of Life.